# Pìobaireachd
 (janvier 2017).
Si vous disposez d'ouvrages ou d'articles de référence ou si vous connaissez des sites web de qualité traitant du thème abordé ici, merci de compléter l'article en donnant les références utiles à sa vérifiabilité et en les liant à la section « Notes et références ».
Le Pìobaireachd (ˈpʰiːbərɒχk), ou pibroch, est un genre de musique traditionnelle des Highlands écossais, aujourd'hui quasi exclusivement joué à la grande cornemuse écossaise. 

## Étymologie
En gaélique écossais, le mot pìobaireachd désigne le fait de jouer de la cornemuse ; le terme est issu du nom pìobaire (litt. « joueur de cornemuse ») et désigne, par extension, l'ensemble de la musique traditionnelle écossaise destinée à la cornemuse, pas uniquement la musique classique ceòl mór (lit. "grande musique").
Le mot Piobaireachd est parfois anglicisé en pibroch, variante orthographique attestée dans la langue des Lowlands dès 1719. Les associations de cornemuses, telles que la Piobaireachd Society, basée à Glasgow, ont couramment employé les deux comme synonymes l'un de l'autre. 
Traditionnellement, de nombreux joueurs de cornemuse préfèrent le terme gaélique ceòl mòr pour distinguer ces morceaux du répertoire, de la ceòl beag (litt. « petite musique »), plus légère, regroupant les musiques de danse (reels, strathspeys, etc.) ainsi que les morceaux non traditionnels joués à la cornemuse, considérés comme vulgaires.

## Histoire
Avant le XVIe siècle, le Pibroch était soit chanté (Canntaireachd), soit joué à la harpe gaélique (clarsach), puis, à son apparition, au fiddle venu d'Italie,..
Au début du XVIIe siècle, avec le déclin de la harpe, la grande cornemuse a pris le relais. 
Mais pibroch ou piobaireachd peut désigner de la musique ceòl mór jouée sur d'autres instruments que la Great Highland bagpipe, telles que ses prédécesseurs historiques, la harpe ou le fiddle.

## Prononciation
Liste des noms en gaélique écossais :
- Canntaireachd : [ˈpaːrˠlˠ̪əɣ] Écouter
- Ceòl Beag : [ˈpaːrˠlˠ̪əɣ] Écouter
- Ceòl Mór : [ˈpaːrˠlˠ̪əɣ] Écouter
- Pìobaire : [ˈpaːrˠlˠ̪əɣ] Écouter
- Pìobaireachd : [ˈpaːrˠlˠ̪əɣ] Écouter